# Glyphotonga alata
Glyphotonga alata är en insektsart som först beskrevs av Ossiannilsson 1940.  Glyphotonga alata ingår i släktet Glyphotonga och familjen sköldstritar. Inga underarter finns listade i Catalogue of Life.